# برادران امیدوار
عیسی امیدوار (۲ دی ۱۳۰۸) و عبدالله امیدوار (۱۳۱۰ - ۲۳ تیر ۱۴۰۱) دو برادر جهانگرد، پژوهشگر و مستندساز ایرانی و از نخستین جهانگردان ایرانی معاصر محسوب میشوند.
اصالت این دو برادر مربوط به روستای فشندک طالقان از توابع استان البرز است.
شعار برادران امیدوار در سفرهایشان «همه متفاوت، همه خویشاوند» بود. عبدالله امیدوار در ٢۳ تیر ١۴٠١ و در سن ۹۰ سالگی در شیلی درگذشت.

## سفرها

### سفر جهانگردی نخست (۱۳۳۳–۱۳۴۰)
برادران امیدوار از اوایل پاییز ۱۳۳۳ (۱۹۵۴ میلادی) سفر پژوهشگرانهٔ خود به دور دنیا را با دو دستگاه موتورسیکلت ماچلس ۵۰۰ سی‌سی از خانهٔ پدری (واقع در خیابان سی‌متری نظامی، خیابان طوسی، تهران) به‌سوی مرز شرقیِ ایران با افغانستان آغاز کردند. استفاده از موتورسیکلت در این مرحله به منظور دستیابی به کوره‌راه‌ها و نقاط دور افتاده و جزایر صعب العبور بود. مرحلهٔ نخست سفر برادران امیدوار هفت سال (تا سال ۱۳۴۰) به درازا انجامید. در این مرحله، آنان پس از گذر از کشورهای افغانستان، پاکستان و هند، به‌سوی تبت و سپس آسیای جنوب شرقی و استرالیا سفر کردند. در ادامه، آنان با گذر از اقیانوس آرام، به آلاسکا، آمریکای شمالی، و آمریکای جنوبی سفر کردند. سرانجام، با گذر از اقیانوس اطلس، وارد اروپا شدند. آن دو، در اقامت کوتاه خود در اروپا از محل انتشار مقالات پژوهشیِ مربوط به سفرهایشان و مصاحبه با رسانه‌های گوناگون اروپایی، منابع مالیِ موردنیاز برای مرحلهٔ دوم سفر خود (به آفریقا) را تأمین کردند. بخشی از اقدامات آنان فروش مقالات پژوهشی به شرکت خودروساز  سیتروئن بود که در ازای آن موفق به خریداری یک دستگاه خودروی ون دوسیلندر و دریافت مبالغ قابل‌توجهی پول نقد شدند.

### سفر جهانگردی دوم (۱۳۴۰–۱۳۴۳)
برادران امیدوار در سال ۱۳۴۰ برای اقامتی کوتاه (سه ماه) از اروپا وارد ایران شدند. آنان مرحلهٔ دوم سفرهای جهانگردی خود را با خودروی ون دوسیلندر دریافتی از شرکت خودروسازی سیتروئن، از مرز جنوبیِ ایران با کویت آغاز کردند. سپس، با گذر از عربستان سعودی (و زیارت کعبه) وارد آفریقا شدند.

## دستاوردهای سفرها
دستاوردهای سفرهای برادران امیدوار عبارتند از:

### موزهٔ برادران امیدوار
موزهٔ برادران امیدوار نخستین موزهٔ انسان‌شناسی در ایران است که روز ۵مهر ۱۳۸۲ در هفتهٔ جهانگردی در کاخ‌موزه سعدآباد افتتاح شد. این موزه ۳ نگارخانه دارد که در دو نگارخانهٔ آن آثار اهداییِ برادران امیدوار به معرض نمایش گذاشته شده‌است. این آثار حاصل سفرهای این دو برادر و عکس‌های آنان است. این اشیا از قاره‌های آفریقا، آسیا، آمریکا و استرالیا جمع‌آوری شده‌اند. نگارخانهٔ سوم اتاق نمایش فیلم است که در آن فیلم سفر و اسلاید گرفته‌شده توسط این دو برادر به نمایش درمی‌آید. این موزه در مجموعه کاخ موزه سعدآباد در مجاورت کاخ سبز وجود دارد.

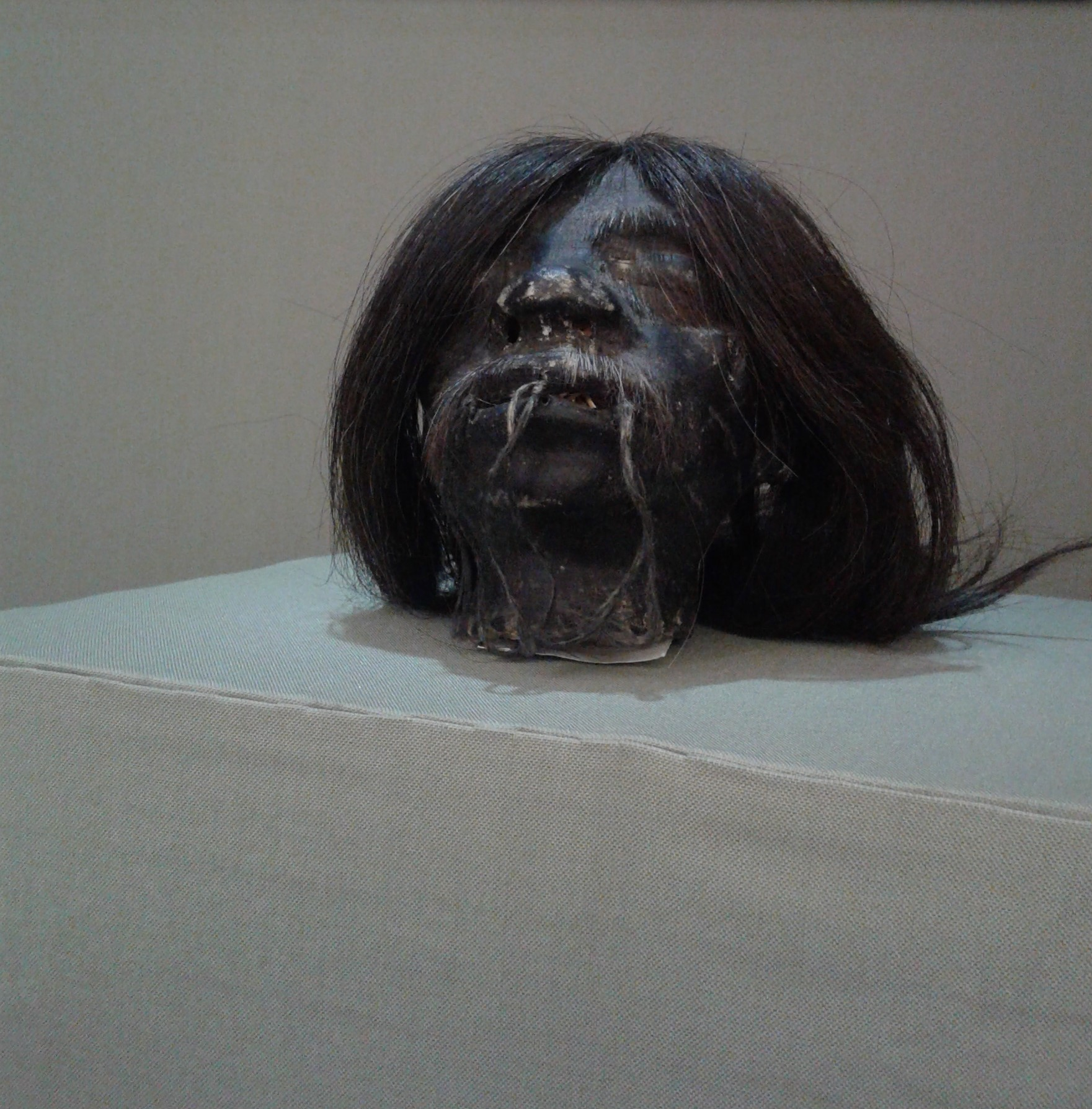
کوچک‌سازی سر - از منطقه آمازون اهدایی رئیس مردمان جیواروئن - موزه برادران امیدوار، مجموعهٔ کاخ‌موزهٔ سعدآباد، زعفرانیه، تهران، ایران

### سفرنامهٔ برادران امیدوار
کتاب سفرنامه برادران امیدوار وقایع سفر این دو برادر را به نقاط مختلف جهان همراه با نتیجهٔ پژوهش‌های انسان‌شناسی آنان ارائه می‌کند. چاپ یکم این کتاب در سال ۱۳۴۳ (در ۱۰٬۰۰۰ نسخه)، چاپ ششم این کتاب در سال ۱۳۹۰ (در ۱٬۱۰۰ نسخه) و چاپ دهم در سال ۱۳۹۷ (توسط نشر جمهوری در ۱۱۰۰ نسخه) منتشر شد.

### ۳فیلم مستند
برادران امیدوار در سفرهای خود همواره از مشاهدات خود فیلم‌برداری می‌کردند. فیلم‌های مستند آنان در زمان خود از شبکه‌های تلویزیونیِ کشورهای گوناگونِ جهان پخش می‌شدند. در ایران نیز فیلم مستند عجایب مسافرت برادران امیدوار که در سینماها نمایش داده می‌شد، از سال ۱۳۴۴ تا ۱۳۴۸ مشمول بخشودگی ۲۰ درصد عوارض شهرداری بود تا درآمد آن به تأسیس موزه تاریخ طبیعی اختصاص یابد.

### موسیقی ملل
شامل مجموعه‌ای متنوع از موسیقی مردمی کشورهای برزیل، آنگولا، سیلان، زنگبار، استرالیا (بومی)، افغانستان، پاناما، اندونزی، مالزی، آفریقای جنوبی، تاهیتی، و پیگمهٔ آفریقا می‌شود.

### دست‌نوشته‌ها و امضاهای شخصیت‌ها
یکی از دستاوردهای ارزشمند سفرهای برادران امیدوار مجموعهٔ منحصربه‌فرد دست‌نوشته‌ها و امضاهای شخصیت‌های سرشناس سیاسی و فرهنگی جهان است که در طول سفرهای خود با آنان دیدار داشتند.

## اهمیت سفرها
برادران امیدوار در سال‌هایی که جهانگردی با دشواری‌های بسیاری همراه بود، اقدام به سفر به دور دنیا کردند. بنابراین، در موارد بسیاری از جمله موارد زیر، به‌عنوان نخستین‌ها مطرح هستند:
- نخستین مسافر آسیاییِ قطب جنوب (عبدالله امیدوار)
- نخستین مسافر آسیایی قطب شمال و قطب جنوب (عبدالله امیدوار)

## فیلم‌های مستند درباره برادران امیدوار
- بیژن میرباقری در سال ۱۳۸۱ فیلم مستند کوتاهی (۲۷ دقیقه) با عنوان برادران امیدوار دربارهٔ زندگی و سفرهای این دو برادر ساخت.[۶]
- مستند دربارهٔ خانه خدا ساخته احمد ابراهیمی روایتی از سفر به مکه و خانه خدا است که توسط برادران امیدوار انجام شد. آنها در این سفر توانستند نخستین فیلم رنگی را از کعبه تهیه کنند.